# Forêt nationale de Jatuarana
La forêt nationale de Jatuarana (portugais : Floresta Nacional de Jatuarana) est une forêt nationale brésilienne. Elle se situe dans la région Nord, dans l'État de l'Amazonas.
Le parc fut créé en 2002 et couvre une superficie de 575 000 hectares.